# La Voix de la Mort

La Voix de la Mort (en roumain : Glasul morţii, en allemand : Die Stimme des Todes, en anglais : The Voice of Death) est un conte roumain publié par le folkloriste Petre Ispirescu (en) dans son recueil Legendele sau basmele românilor (« Légendes ou contes des Roumains », 1882). Il a ensuite été traduit en allemand par Mite Kremnitz qui l'a inclus dans son recueil Rumänische Märchen (« Contes roumains », 1882) ; cette version a elle-même été traduite en anglais et publiée dans The Red Fairy Book d'Andrew Lang (1890). 

## Résumé

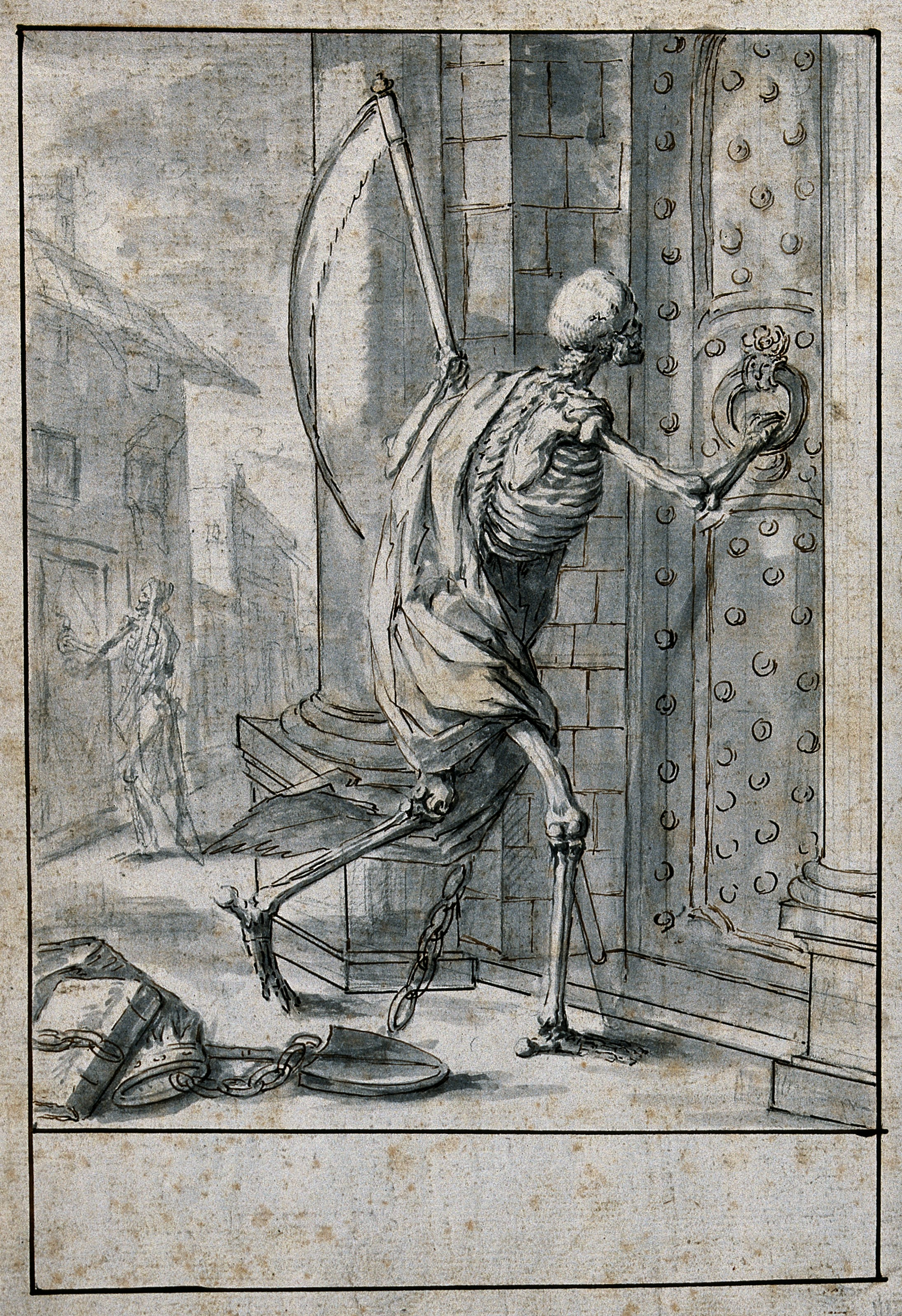
La Mort frappant à la porte du pauvre comme du riche.

Un homme qui désirait être riche voit son vœu exaucé : il souhaite désormais être immortel, pour ne pas perdre ses richesses. Il part avec sa femme à la recherche d'un pays où la mort n'existe pas, et finit par le trouver. Comme il s'étonne auprès des habitants de ne pas voir le pays surpeuplé, on lui explique qu'une voix se fait entendre de temps à autre, appelant l'une ou l'autre personne, et que celui qui écoute cette voix et la suit disparaît pour toujours. L'homme décide de s'installer dans ce pays avec tous ses biens et sa famille, qu'il avertit bien de ne jamais écouter la voix si elle se faisait entendre.
Tout va bien pendant quelque temps, mais un jour, alors qu'ils sont à table, sa femme se lève subitement en s'écriant : – J'arrive, j'arrive ! Il cherche à la convaincre, puis à la retenir de force, mais elle lui échappe et se précipite hors de la maison, criant toujours : – J'arrive ! Son mari finit par renoncer à la rattraper, jugeant qu'après tout, si elle est assez stupide pour vouloir mourir, c'est son affaire.
Le calme revient au foyer, les années passent. Un jour, alors que l'homme est en train de se faire raser chez le barbier, il s'écrie brusquement, devant l'assistance médusée : – Non, je ne viendrai pas ! puis semble se disputer avec un être invisible. Finalement, il se saisit du rasoir du barbier et se précipite dehors, s'écriant : – Je vais t'apprendre à laisser les gens tranquilles ! Le barbier, qui espère récupérer son rasoir, le poursuit. Ils parviennent ainsi à l'extérieur de la ville, où l'homme tombe dans un précipice et disparaît.
Le barbier rentre en ville, heureux d'avoir échappé au sort de son client, et s'empresse de raconter l'histoire : désormais, on sait où disparaissent ceux qui écoutent la voix. Bientôt des foules de curieux se dirigent vers l'endroit en question, mais lorsqu'il y parviennent, ils ne découvrent qu'une grande plaine qui semble avoir toujours été là. À partir de ce moment, les habitants du pays deviennent mortels eux aussi.

## Commentaires et analogies

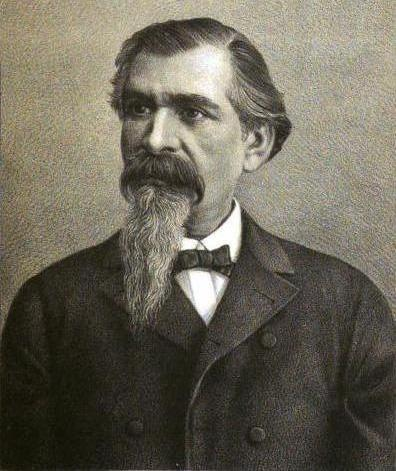
Petre Ispirescu (1830-1887).

Ce conte bref (nettement plus bref que la plupart des contes publiés par Ispirescu, ainsi que par Mite Kremnitz) et plutôt sinistre est particulièrement frappant, raison sans doute pour laquelle il a été retenu par Mite Kremnitz, puis par Andrew Lang. Le passage où la femme se débat contre son mari pour se précipiter vers sa propre perte, ainsi que celui où le mari se lance à la poursuite de la Mort, armé d'un rasoir (souhaitant donc « tuer la mort ») sont particulièrement impressionnants, comme l'est la scène finale où la foule, cherchant à voir le précipice fatal, se retrouve énigmatiquement face à une vaste plaine. Ce récit atypique peut difficilement être considéré comme un conte populaire, et semble se situer à mi-chemin entre le mythe (d'immortalité, et de sa perte), le conte et la nouvelle littéraire fantastique.
Son origine n'est pas claire. Il fait en effet partie des 14 contes (sur 61) pour lesquels Ispirescu n'a indiqué aucune source (d'une façon générale, il a toujours cherché à présenter les contes qu'il publiait comme émanant du peuple des campagnes, même s'il a pu être prouvé que dans la réalité, ses informateurs appartenaient bien davantage à la classe moyenne urbaine et éduquée). Il est difficile de déterminer s'il s'agit d'une œuvre purement littéraire, et si c'est le cas, dans quelle mesure Ispirescu lui-même a pu contribuer à sa mise en forme finale. L'évocation du barbier et de son échoppe rappelle que le père d'Ispirescu tenait un salon de coiffure, et qu'Ispirescu mentionne avoir recueilli certains de ses contes auprès d'un apprenti barbier. Le thème de l'immortalité figure par ailleurs dans un autre conte d'Ispirescu, qu'il tenait de son père (Tinereţe fără bătrâneţe şi viaţă fără de moarte, « La jeunesse sans vieillesse et la vie sans la mort »).
La mort intervient dans de nombreux contes populaires et y est parfois personnifiée, comme dans les fables (voir, de La Fontaine : La Mort et le Bûcheron, La Mort et le Mourant). Toutefois le thème de « la voix de la mort » tel qu'évoqué dans ce récit y semble peu courant. Hans-Jörg Uther a recensé un conte-type (ATU 934K) qu'il a intitulé The Time Has Come but Not the Man et qui se rapproche un peu du thème de ce conte : un esprit de l'eau appelle à trois reprises depuis une rivière « L'heure est passée, mais l'homme n'est pas venu ». Une jeune personne, qui a entendu l'appel de loin, accourt à la rivière et se noie.
L'auteur byzantin Jean Tzétzès (XIIe siècle), résumant Procope dans son Commentaire sur Hésiode, évoque à propos des pêcheurs celtes « une voix qui les appelle (...) : ils se lèvent, trouvent des embarcations étrangères pleines de passagers, montent à bord et, d'un seul trait, parviennent en Bretagne (...), alors que c'est à grand-peine qu'ils font le trajet en un jour et une nuit, quand ils utilisent leurs propres bateaux ». Ils débarquent alors les passagers inconnus et rentrent d'une seule impulsion dans leur pays : ils ont donc servi à transporter les morts dans l'au-delà.
J'arrive est le titre d'une chanson de Jacques Brel (1968), dans laquelle il répond lui aussi implicitement à la Mort : « J'arrive j'arrive / Mais pourquoi moi pourquoi maintenant / Pourquoi déjà et où aller / J'arrive bien sûr, j'arrive / N'ai-je jamais rien fait d'autre qu'arriver »...